# Isabelle Musset
Isabelle Musset (ur. 10 września 1960 w Vouziers) – francuska piłkarka, grająca na pozycji napastnika, wielokrotna reprezentantka Francji.

## Kariera piłkarska

### Kariera klubowa
W 1974 rozpoczęła swoją karierę zawodową w Stade de Reims, w którym zdobyła wiele sukcesów. Po 12 latach w 1985 przeniosła się do Cercle Brugge. Latem 1987 wróciła do Francji, gdzie zasiliła skład FCF Hénin-Beaumont. W 1989 została zaproszona do VGA Saint-Maur, w barwach którego zakończyła karierę piłkarską w roku 1991.

### Kariera reprezentacyjna
30 maja 1976 roku zadebiutowała w francuskiej kadrze narodowej w przegranym 1:2 meczu towarzyskim z Belgią, w wieku 15 lat i 263 dni, co czyni ją najmłodszą debiutantką reprezentacji Francji.

## Sukcesy i odznaczenia

### Sukcesy klubowe
Stade de Reims
- mistrz Francji: 1975, 1976, 1977, 1980, 1982, 1990
- wicemistrz Francji: 1978, 1979, 1981

FCF Hénin-Beaumont
- wicemistrz Francji: 1988

VGA Saint-Maur
- mistrz Francji: 1990